# Amanda Azevedo
Amanda Henrique (Rio de Janeiro, 15 de julho de 1999) é uma atriz brasileira.

## Filmografia

### Televisão
| Ano       | Título             | Papel                             | Notas        | Ref. |
| --------- | ------------------ | --------------------------------- | ------------ | ---- |
| 2007–2008 | Sete Pecados       | Benta Nascimento da Silva Freitas | Coadjuvante  |      |
| 2008      | Dança das Crianças | Ela Mesma                         | Participante |      |
| 2008      | Faça Sua História  | Estrela Cadente                   | Participação |      |
| 2009–2010 | Caras & Bocas      | Ada Franco Leal                   | Coadjuvante  |      |
|           |                    |                                   |              |      |

## Prêmios
| Ano  | Prêmio              | Categoria             | Resultado | Ref       |
| ---- | ------------------- | --------------------- | --------- | --------- |
| 2007 | Melhores do Ano     | Melhor Atriz Infantil | Venceu    | (nenhuma) |
| 2008 | Prêmio Contigo 2008 | Melhor Atriz Infantil | Venceu    | [ 1 ]     |